# Östermalm (okręg administracyjny)
Östermalm – okręg administracyjny (stadsdelsområde) w ramach gminy Sztokholm, położony w jej centralnej części (Innerstaden).

## Ludność i powierzchnia
Według danych opublikowanych przez gminę Sztokholm, 31 grudnia 2014 stadsdelsområde Östermalm liczył 70 779 mieszkańców, obejmując następujące dzielnice (stadsdel):
- Gärdet
- Hjorthagen
- Norra Djurgården
- Södra Djurgården
- Östermalm.

Powierzchnia wynosi łącznie 24,39 km², z czego wody stanowią 6,39 km².

## Charakter i obiekty
Dzielnica uchodzi za najbardziej elegancką część miasta. Znajdują się tu następujące obiekty:
- Królewski Teatr Dramatyczny (Kungliga Dramatiska Teatern) - główny teatr narodowy Szwecji zbudowany w 1908 z białego marmuru
- Królewski Instytut Techniczny (1917)
- Kościół Engelbrekta (1914)
- Państwowe Muzeum Historyczne (Statens historiska museum)
- Muzeum Armii
- Stadion Olimpijski na Igrzyska w 1912
- park Humlegården[4].